# Мазынский, Валерий Евгеньевич
Валерий Евгеньевич Мазынский (бел. Валерый Яўгенавіч Мазынскі; род. 20 февраля 1947, с. Большое Стахово, Борисовский район) — советский и белорусский режиссёр, общественный деятель. Заслуженный деятель искусств Белорусской ССР (1984).

## Биография
Окончил Белорусский государственный театрально-художественный институт (1974). В 1976—1989 году главный режиссёр Белорусского театра имени Я. Коласа в Витебске. Основатель (вместе с Герольдом Осветинским) театра «Лялька» (1985). Основатель, художественный руководитель театра «Свободная сцена» (1993—2000). Преподавал актёрское мастерство в БГТХИ и Белорусском университете культуры.
Основные постановки: «Колокола Витебска» (1974), «Кастусь Калиновский» (1978), «Симон-музыка» (1976), «На дороге жизни» (1982), «Порог» (1982), «Вечер» (1983), «Рядовые» (1984), «Энергичные люди», «Рухнул кто-то» (1992), «Барбара Радзивилл» (1994), «Взлет Артура В, который можно было остановить…» (1997), «Принц Мамабук» (1998). Творчество В. Мазынского определяется метафоричностью, ассоциативностью, гротескностью и многоплановостью структуры.
Режиссёр и чтец белорусского озвучивания произведений зарубежной и отечественной литературы (свыше 30 аудиокниг), снял телевизионный фильм «Тутэйшыя», 4 документальных фильма — «Как вспышка молнии» (о Ростислава Лапицкого), «Вспомнить и не забыть!» (о Полуте Бодуновой), «Глубокский заговор» (про послевоенное сопротивление), «И выберу Родину!» (про Михася Чернявского).
Заслуженный деятель искусств БССР (1984). Лауреат премии Ленинского комсомола Беларуси (1978), Государственной премии Беларуси (1986).

## Семья
Имеет двоих сыновей — Василия и Евгения. Младший брат Анатолий работал на 140-м ремонтном заводе. В 2013 году он погиб в ходе террористической атаки в Йемене.